# Sandy Baltimore
Sandy Madeleine Baltimore, född 19 februari 2000 i Colombes, är en fransk fotbollsspelare (anfallare) som spelar för Chelsea och det franska landslaget. Hon var en del av det franska landslag som spelade Europamästerskapet i England år 2022.